# 90 napos fogyókúra
A 90 napos fogyókúra napjaink egyik népszerű diétás módszere, más néven „szétválasztó diéta”, ami egyoldalú táplálkozáson alapul. 

## A módszer lényege
Azzal magyarázzák támogatói, hogy a különböző típusú élelmiszereket (fehérje, szénhidrát, keményítő) máshogyan emészt meg a gyomor, ezért ha külön fogyasztjuk őket, a gyomor könnyebben emészti meg, így nehezebben alakul át zsírrá. Ezért kell fehérje, szénhidrát, keményítő, gyümölcs napokat tartani, illetve a látványosabb eredmény érdekében havi egy víznap, ami elhagyható. Támogatói szerint, ezt a sorrendet tartva három hónapig teljesen átalakul az emésztés és gyors fogyás várható.

## Étrend
A fogyókúra lényege, hogy minden reggel csak gyümölcsöt szabad enni, ebédre és vacsorára pedig az adott napra meghatározott élelmiszercsoportból lehet válogatni. A fogyókúra alatt négy egymást követő nap, más-más csoportba tartozó ételeket szabad fogyasztani. 
1. nap: fehérje
2. nap: keményítő
3. nap: szénhidrát
4. nap: gyümölcs

Példa étrendre: http://www.mindmegette.hu/dieta-amitol-megvaltozol-90-napos-12381

## A módszer előnye támogatói szerint
Állitólag, bár a fogyás lassan indul be, betartva az előírásokat látványos eredmény várható. A diéta nem terheli meg a gyomrot. Ajánlott azoknak is, akiknek magas a vérnyomásuk: ez a diéta erre is megoldást nyújthat. Általában azok választják, akik nem akarnak lemondani a csokoládéról, süteményről, és más diéták tiltólistáin szereplő tésztáról, egyéb ínycsiklandozó, de hízlaló falatokról.
A fogyókúra támogatói szerint mindenki célközönség, aki lemondások és sport nélkül szeretnE látványos fogyást elérni.

## A módszer negatívumai
A 90 napos fogyókúra ellenzői legnagyobb hátránynak azt tartják, hogy az étrend nem írja elő kalóriák számlálását, pedig a diéták általános alapja a napi ajánlott mennyiségű "energia" bevitelének biztosítása, a tápanyagok megfelelő arányában. Nem esik szó az ételek zsírtartalmáról. A zsírbevitel valójában teljesen figyelmen kívül van hagyva a 90 nap során, és igaz ez a cukorbevitelre is.
Mindemellett, a tápanyagok ilyen jellegű szétválasztása tudományosan nem megalapozott. A napok elkülönítése logikátlan, hiszen a keményítőnap főszereplője egy összetett szénhidrát, a szénhidrátnapé szintén szénhidrát, és a gyümölcsnapon fogyasztott gyümölcsök is tartalmaznak szénhidrátot. Ezek alapján a kúra három egymást követő napja épül elsősorban szénhidrátokban gazdag élelmiszerek fogyasztására, és csak egy nap a nélkülözhetetlen fehérje bevitelére. További nagy hibája, hogy a gabonaféléket háttérbe szorítja, pedig ezek a szervezet számára fontos tápanyagokat tartalmaznak.